# Coraliomela aeneoplagiata
Coraliomela aeneoplagiata es un coleóptero de la familia Chrysomelidae.
Fue descrita científicamente en 1857 por Lucas.